# Cimicodes purpurea
Cimicodes purpurea är en fjärilsart som beskrevs av William Schaus 1911. Cimicodes purpurea ingår i släktet Cimicodes och familjen mätare. Inga underarter finns listade i Catalogue of Life.